# Green Tea
Pour plus de détails, voir Fiche technique et Distribution.
Green Tea (绿茶, Lü cha) est un film chinois réalisé par Zhang Yuan, sorti en 2003.

## Synopsis
Fang, une étudiante récemment diplômée, prend régulièrement des rendez-vous galants avec des hommes inconnus. À chaque fois, elle commande une tasse de thé vert afin d'y voir si sa nouvelle rencontre est compatible avec elle. Chen, un de ces prétendants, trouve que tout cela est bien vain. Il ne sait pas lire les prédictions dans le thé vert mais pense bien connaître les femmes. Fang et Chen, chacun avec leur passé propre et leur certitude sur l'amour, se suivent et s'épient. Mais Chen découvre rapidement que leur destin est entre les mains d'une tierce personne, la mystérieuse Lang...

## Fiche technique
- Titre : Green Tea
- Titre original : 绿茶 (chinois traditionnel : 綠茶 ; pinyin : lǜchá)
- Réalisation : Zhang Yuan
- Scénario : Danian Tang (en) et Zhang Yuan, d'après la nouvelle Shuibiande Adiliya (Adiliya by the River), de Jin Renshun (zh)
- Production : Yan Gang
- Musique : Su Cong
- Photographie : Christopher Doyle
- Montage : Wu Yixiang
- Pays d'origine : Chine
- Format : Couleurs - 1,85:1 - Dolby Digital - 35 mm
- Genre : Drame et romance
- Durée : 83 minutes
- Date de sortie : Chine : 18 août 2003

## Distribution
- Jiang Wen : Chen Ming-liang
- Zhao Wei : Wu Fang / Lang-lang
- Fang Lijun : Fang
- Wang Haizhen : la petite amie de Fang
- Zhang Yuan : Zhang
- Yang Dong
- Mi Qiu
- Li Long
- Zhang Chi

## Autour du film
- Le tournage s'est déroulé à Pékin.
- Le film fut projeté le 11 mars 2004 au Festival du film asiatique de Deauville.